# Turó del Just
El Turó del Just és una muntanya de 130 metres que es troba entre els municipis de Molins de Rei i del Papiol, a la comarca del Baix Llobregat.